# Guggenberg, Šmohor - Preseško jezero
Guggenberg je naselje občine Šmohor - Preseško jezero v okraju Šmohor na Koroškem v Avstriji.